# Двигатель Toyota F33A
Toyota F33A — шестицилиндровый дизельный двигатель внутреннего сгорания объёмом 3345 см3, выпускаемый японской компанией Toyota Motor Corporation с июня 2021 года.

## Описание
Двигатель Toyota F33A впервые был представлен в июне 2021 года на Toyota Land Cruiser. По сути, это первый дизельный двигатель V6 компании Toyota.
Двигатель именуется так же, как и двигатели семейства Dynamic Force, однако к этому семейству двигатель F33A не имеет никакого отношения.

## Технические характеристики
| Серия | Модель   | Устанавливается на | Код    | Мощность                                    | Крутящий момент              | Годы производства      |
| ----- | -------- | ------------------ | ------ | ------------------------------------------- | ---------------------------- | ---------------------- |
| F33A  | F33A-FTV | Land Cruiser       | FJA300 | 220—227 кВт (299—309 л. с.) при 4000 об/мин | 700 Н·м при 1600—2600 об/мин | 2021 — настоящее время |
| F33A  | F33A-FTV | Lexus LX 500d      | FJA310 | 220—227 кВт (299—309 л. с.) при 4000 об/мин | 700 Н·м при 1600—2600 об/мин | 2022 — настоящее время |

### F33A-FTV
Двигатель Toyota F33A-FTV оснащён двойным турбонаддувом, аккумуляторной и инжекторной системами подачи топлива. Степень сжатия составляет 15.4:1.

#### Устанавливается на
- 2021 Land Cruiser (FJA300)
- 2022 Lexus LX 500d (FJA310)